# 奇异数
奇异数（英語：strangeness）是描述粒子内部性质的一个相加性量子数，通常用S表示，只能取整数。为解释奇异粒子的性质，1953年，美国物理学家盖尔曼、日本物理学家中野董夫、西岛和彦（K.Nishijima）各自独立提出了新的量子数——奇异数。第一个奇异粒子是1947年由罗彻斯特（G．Rochester）和巴特勒（C.Butler，1922-）发现的。随后在加速器中又陆续发现了更多的奇异粒子。与普通粒子不同，奇异粒子协同产生，独立衰变，并且快产生，慢衰变。粒子物理学规定普通粒子的奇异数是0，奇异粒子的奇异数由以下反应规定：
{\displaystyle \pi ^{-}+p\rightarrow \Lambda ^{0}+K^{0}}
规定{\displaystyle K^{0}}粒子的奇异数是+1，{\displaystyle \Lambda ^{0}}的奇异数是-1，然后由其它反应确定其余粒子的奇异数。
- 奇异数S=+1的奇异粒子有Κ0、Κ+等
- 奇异数S=-1的奇异粒子有Κ-、Λ0、Σ+、Σ-、Σ0等
- 奇异数S=-2的奇异粒子有Ξ0、Ξ-等
- 奇异数S=-3的奇异粒子有Ω-等。

在强相互作用和电磁相互作用中，奇异数S是严格守恒的，奇异粒子必须协同产生。而在弱相互作用中，奇异数S可以不守恒，选择定则是ΔS=0,±1。奇异粒子的衰变是弱相互作用，可以分别独立地衰变成几个普通粒子，所需的时间比较长。
奇异数还满足盖尔曼-西岛关系。

## 参阅
- 奇异粒子